# Infierno, canto vigesimoséptimo

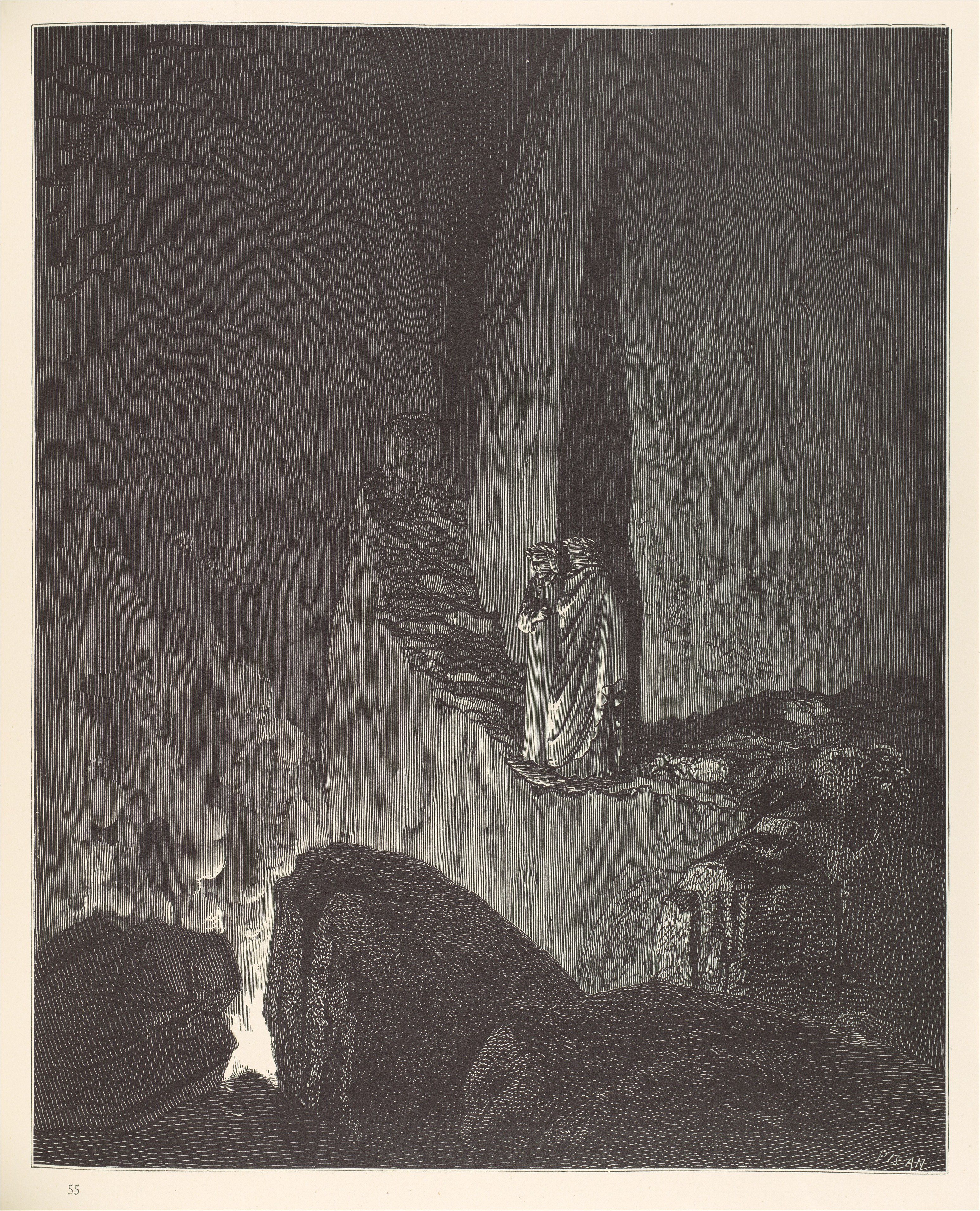
Virgilio le muestra a Dante las llamas de la fosa, ilustración de Paul Gustave Doré.

El canto vigésimo séptimo del Infierno de Dante Alighieri se sitúa en la octava fosa del octavo círculo, donde son castigados los consejeros de fraude. Estamos en la mañana del 9 de abril de 1300 (Sábado Santo), o según otros comentadores del 26 de marzo de 1300.

## Análisis del canto

### Guido de Montefeltro - versos 1-30

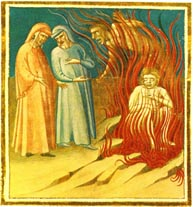
Bartolomeo de Fruosino, Dante y Virgilio con Guido de Montefeltro (1420 aprox.).

Retomando el final del canto precedente, Dante escribe como la llama de Ulises se había ya calmado, después de haberse movido como si estuviese bajo un gran viento para poder hablar, y se había ido, licenciada por Virgilio. Y justo se acerca otra llama por detrás y llama la atención de los dos poetas a causa de un sonido confuso que salía de la cima: parafraseando, aquel recuerda a Dante el del buey siciliano que mugió la primera vez con el llanto de su artífice tal que, si bien fuese de cobre, parecía un buey real. La culta perífrasis se refiere a Perillo, de Atenas, que había construido para el tirano de Agrigento Fálaris un sistema para obtener diversión de los suplicios de las personas que iban a morir: un buey de cobre podía alojar a una persona viva y después que la persona era quemada en una pira, un dispositivo en particular en la garganta del animal de metal hacía aparecer los gritos de los torturados como bramidos. El tirano, como agradecimiento hizo probar la diabólica invención con el mismo creador, y eso, según Ovidio fue justo (Arte de amar I 655-656), del cual lo tomó Dante. En este caso Alighieri quería solo indicar que el sonido venía de la punta de la llama en forma siniestra, no como de boca humana que habla. Pero después, cuando la "lengua" de fuego (en el juego de "lengua del condenado", "lengua de fuego" está todo el contrapaso de estos consejeros fraudulentos) da un cierto brillo en la punta, entonces los sonidos se transforman en palabras que se pueden oír.
Notar también el paralelismo entre el buey candente que encierra a los cuerpos y la llama infernal que encierra a las almas. 
El alma condenada escuchó hablar a Virgilio en lombardo y le pide quedarse un poco a hablar con él, porque le daría placer, a pesar de que él tiene que estar quieto, ardiendo.
El condenado, será dicho dentro de poco, es el conductor Guido de Montefeltro, un personaje contemporáneo a Dante, después del episodio con Ulises del mundo clásico. Guido inicia a hablar pidiendo ante todo noticias sobre Romaña (sabemos del canto de Farinata degli Uberti que los condenados ven el futuro pero no el presente), la dulce tierra recordada con afecto y  melancolía.  
Después de una breve presentación de sí como nativo de Montefeltro, región entre la Valmarecchia y el monte de la fuente del Tíber (Monte Fumaiolo).

### Las condiciones políticas de la Romaña - vv. 31-57

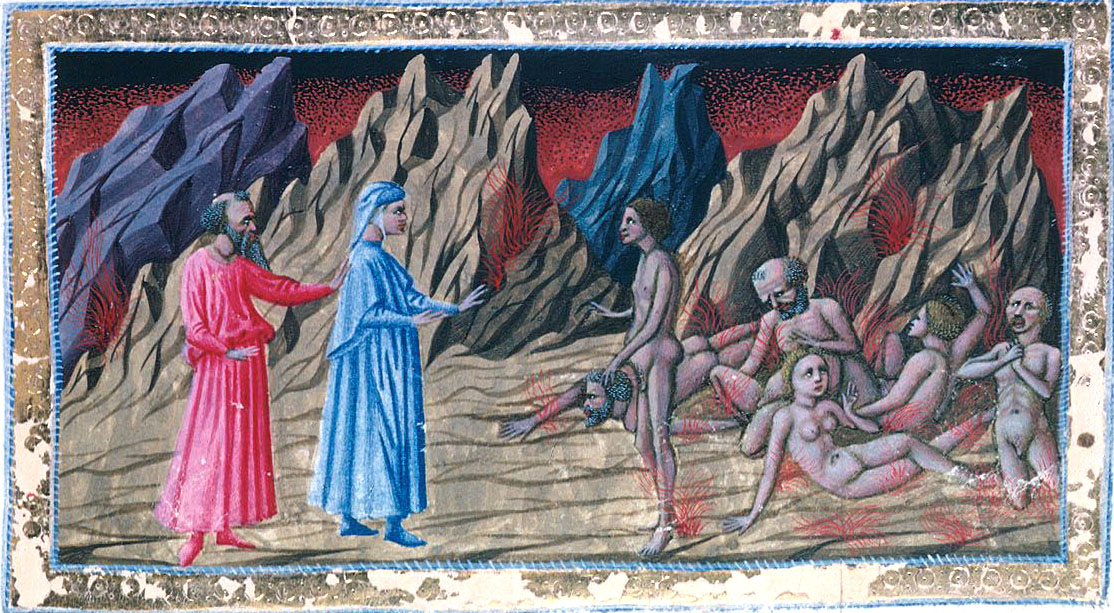
Priamo della Quercia, ilustración al Canto XXVII.

Guido hizo su pedido pensando que los dos peregrinos fuesen dos almas condenadas hace poco. No hay ningún elemento que indique que estos condenados puedan ver con la vista: ellos solo escuchan y hablan. Virgilio se dirige entonces a Dante, que todavía está apoyado en la roca del puente y que debe ser tocado sobre el costado para llamarle la atención, y entonces le dice: "Habla tu; este es latino" (es decir italiano).
Dante entonces, que dice ya tener la respuesta preparada, inicia a trazar un cuadro de la Romaña del 1300, citando cinco ciudad-feudo con un terceto cada una. Pero antes dice al condenado que la Romaña no estuvo nunca sin guerras en el corazón de sus tiranos (este desprecio sentía Dante hacia las nuevas señorías), pero ahora ningún conflicto se está manifestando. Dante no lo dice, pero la paz era fruto de la intromisión de Bonifacio VIII que había a la fuerza hecho alear los señores de Boloña con los marqueses de Ferrara, mientras las otras ciudades se mantenían prudentemente dentro de los propios límites territoriales.
- 1 Ravena:

La ciudad está igual que hace varios años, con el águila con el escudo de los Da Polenta que incuba y que extiende sus alas sobre Cervia. De hecho la señoría de Guido de Polenta (padre de Francesca de Rimini) estaba desde el 1275 y desde el pontificado de Martín V había extendido su dominio a las salinas de Cervia. 
- 2 Forlì:

Esta tierra ha sufrido un largo asedio e hizo una sanguinaria pila de franceses (parece que mil, después de una pelea entre las milicias guibelinas de Guido de Montefeltro y las del papa de Jean d'Eppe del 1282) y ahora se encuentra bajo las garras verdes (de león del escudo de los Ordelaffi). 
- 3 Rimini:

Los dos mastines, viejo y nuevo, desde Verucchio hacen "ensangrentar" con sus dientes la ciudad y arruinaron al guibelino Montagna dei Parcitati. Ellos son Malatesta da Verucchio y su hijo Malatestino Malatesta (padre y hermanastro de Gianciotto y Paolo Malatesta), que mataron al líder de los guibelinos Montagna. La referencia al mastín se encuentra solo en un escudo secundario de la casa y si Dante lo conoció lo eligió para usar una comparación de ferocidad y animalesco a esta serie de tiranos. 
- 4 Faenza e Imola:

Indicadas por sus respectivos ríos, el Lamone y el Santerno, las dos ciudades están bajo aquel que tiene como escudo al león en campo blanco, Maghinardo Pagani de Susinana, que cambia de partido de verano a invierno (v. 51). Es decir, que cambia de güelfo a guibelino de estación a estación (de hecho se comportaba como güelfo con los florentinos y como guibelino con los de Romaña por cuestiones de conveniencia política).
- 5 Cesena:

Indicada por el río Savio que la rodea, así como la ciudad está situada entre la llanura y la montaña, así vive entre la tiranía y el estado franco (ciudad libre). De hecho su señor Galasso da Montefeltro tenía el cargo de podestà y capitán del pueblo desde cuatro años (un período larguísimo en ese entonces para cargos que duraban generalmente meses) y entonces era señor de hecho, pero no por ley.
Después de esto Dante pide al alma que le explica quién es y que no sea recalcitrante a hablar dado que él (Dante) no lo fue al responder a su pregunta.

### La historia de Guido - vv. 58-111

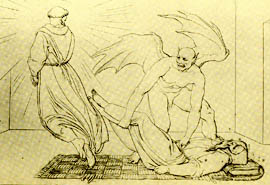
Bonaventura Genelli, San Francisco y el diablo se disputan a Guido de Montefeltro

La flama "ruge" a su modo, después bate la punta por aquí, por allá, y entonces habla.
Guido (todavía no se reveló la identidad y solo se sabe que es nativo de Montefeltro), inicia con una primicia: lo que está por decir es infamia hacia él, pero dado que al Infierno nunca viene persona viva y nadie puede volver al mundo, lo dirá, que de otro modo la flama estaría callada. Dante no dice palabra, ¿es quizás un fraude el suyo? En realidad no, porque él es asistido por la gracia divina y si un alma le revela sus pecados, por más graves y perjudiciales para su fama sobre la tierra, recae en una misión divina más amplia. 
Guido entonces se presenta como un hombre de armas y después como un fraile, creyendo que con tal conversión podía enmendar sus acciones. Esto se habría cumplido si no hubiese sido por la gran peste, que lo hizo recaer en su culpa. Ahora explicará el cómo y el porqué: cuando estaba en vida mis obras / no fueron leoninas, sino de lobo, es decir astutas. Además, él conoció todas las astucias y ocultas vías, con tal maestría que su fama pasaba los límites de la tierra (frase de ascendencia bíblica - Salmos, XVIII 4 - tomada también por Dino Compagni y por el Papa Martín IV cuando convocó la cruzada contra Guido protegido en Forlí, episodio bélico citado por Dante pocos versos antes). Llegado a la vejez, a diferencia del protagonista del canto anterior, Ulises, él bajó las velas y guardó los cabos (una comparación marinesca que lo opone a Ulises que decía me puse en alto mar abierto / solo con una madera y Yo y los compañeros éramos viejos (Inf. XXVI vv. 100-101 y 106)) y no sintió más placer de lo que antes le daba, se arrepintió y se confesó.
Y me hubiera servido, pero el Príncipe de los nuevos Fariseos, es decir, aquel que es el máximo entre aquellos que aplicaban una religión puramente externa e hipócrita (Papa Bonifacio VIII), decidió hacer la guerra ("al Lettrán", sede del palacio apostólico) contra sus símiles cristianos. No con los sarracenos, ni los judíos, ni contra aquellos que habían asediado San Juan de Acre, la última fortaleza cristiana en Tierra Santa, derrotada en el 1291. Ni contra aquellos que comerciaban, si bien estuviese prohibido, con el Sultán de los musulmanes; y ni vio a su sumo oficio de pontífice, ni a sus órdenes de sacerdote, ni al cordón del fraile Guido, cuerda que en un tiempo colgaba de vidas más flacas, por el precepto de pobreza que hoy no es más respetado como en un tiempo.
Sobre la decadencia de los órdenes monásticos Dante volverá en otras ocasiones, por ahora lo indica como reflejo de los vicios del papado.
Así como Constantino I convocó al Papa Silvestre I al Monte Soratte para recibir la curación de la lepra, así aquel papa me llamó para curar su soberbia fiebre (notar como en la similitud la figura del papa se compare a la del emperador laico). Toda esta parte del canto es otra acusación a Bonifacio, después de la revelación de su simonía en la fosa de Nicolás III (Inf. XIX). De las noticias que siguen, Dante tuvo información por caminos a nosotros ignorados: el coloquio que está por describir entre Bonifacio y Guido fue probablemente secreto y si no hubiese sido por la revelación de Dante, el conductor-fraile tendría una imagen bien distinta, muriendo en santidad (así se explica su reticencia al inicio del pasaje de contar su historia a cualquier alma viva). 
Bonifacio entonces pidió consejo a Guido de Montefeltro, que si bien había pasado a vida religiosa era hombre de guerra, para poder derrotar a la facción de los Colonna (rivales de los Caetani, la familia del papa). Estos que habían impugnado su elección sobre el trono papal y se habían refugiado en la inexpugnable roca de Palestrina, que a pesar del asedio de las tropas papales no daba señal de ceder. 
Volviendo a las palabras de Guido, el papa le pidió consejo sobre qué hacer, y él calló porque sus palabras parecían de ebrio. Pero, Bonifacio, persuasivo, le ofreció la absolución de sus culpas (Guido después de todo ya había recibido dos excomuniones, si bien revocadas, que todavía debían pesar), en cambio, de un consejo sobre cómo "arrojar por tierra" Palestrina.
Después de todo, el papa poseía las dos llaves del cielo (que su predecesor, Celestino V, según las palabras conservadas de Bonifacio no tuvo aprecio), pero también el arma de la excomunión, que hizo amenazadoramente entender a Guido de aplicar en caso de que rechazase. Entonces Guido, a cambio del perdón del pecado en el cual está por caer, le confía que el prometer mucho y el cumplir poco / te hará triunfar en tu alto solio, es decir, prometer mucho al adversario y cumplir poco lo hará triunfar.

### La muerte de Guido - vv. 112-136
Cuando Guido murió vinieron a tomarlo San Francisco, titular de su orden, y un diablo. La representación de fuerzas angélicas y diabólicas que se disputan un alma no tiene precedente teológico. El mismo Dante dirá en el paraíso que los santos conocen la voluntad de Dios, por tal razón no irían a disputarse almas la cual suerte ya está decidida, pero tiene mucho que ver con las costumbres populares, y se la encuentra en muchas fuentes escritas e iconográficas medievales. Dante la volverá a usar para el hijo de Guido, Bonconte de Montefeltro en el Purgatorio (V, vv. 85-129).
El diablo reprende a Guido por la razón de su consejo fraudulento dado. En este punto se observa más claro qué tipo de condenados se castiguen en esta fosa. El demonio presente no hizo más que estarle siempre encima del cadáver. Véase otra creencia popular, que las personas malvadas fuesen acompañadas siempre por un diablo invisible listo a tomar su alma apenas mueran.
No se puede absolver a quien no se arrepiente, ni arrepentirse y pecar al mismo tiempo, por contradicción: con este correcto silogismo el diablo se apodera del alma de Guido, al cual dice en tono de burla: tú no creías que yo fuera un lógico, es decir una frase que suena como: "¿Te habrías esperado un diablo filósofo?".
Guido terminó así delante a Minos, que enrolló la cola ocho veces (octavo círculo) y lo destinó a aquellos del ladrón fuego, del fuego que roba los cuerpos, mordiéndose después la cola por rabia, probablemente por no poder tener enfrente al terrible Bonifacio VIII. Guido cierra su historia y parte, mientras Dante y Virgilio pasan el foso entrando en la fosa donde de quienes dividiendo ganan su culpa, es decir, de aquellos que crean divisiones y discordias.